# HS Sagittae
HS Sagittae  eller Nova Sagittae 1977 var en snabb nova i stjärnbilden Pilen.
Novan upptäcktes den 7 januari 1977 av den brittiske amatörastronomen John G Hosty.  Den nådde magnitud +7,2 i maximum och avklingade sedan snabbt. Den är nu en stjärna av 20:e magnituden. 